# Увало-Ядринское сельское поселение
Увало-Ядринское се́льское поселе́ние — муниципальное образование в Любинском районе Омской области Российской Федерации.
Административный центр — село Увало-Ядрино.

## История
Статус и границы сельского поселения установлены Законом Омской области от 30 июля 2004 года № 548-ОЗ «О границах и статусе муниципальных образований Омской области».

## Население
| 2010  | 2011  | 2012 | 2013 | 2014 | 2015 | 2016 |
| ----- | ----- | ---- | ---- | ---- | ---- | ---- |
| 999   | ↗1000 | ↘981 | ↗984 | ↘971 | ↘970 | ↗975 |
| 2017  | 2018  | 2019 | 2020 | 2021 | 2023 |      |
| ↗1005 | ↘992  | ↘968 | ↘956 | ↘952 | ↘939 |      |

## Состав сельского поселения
| № | Населённый пункт | Тип населённого пункта       | Население |
| - | ---------------- | ---------------------------- | --------- |
| 1 | Калиновка        | деревня                      | 223       |
| 2 | Степановка       | деревня                      | 195       |
| 3 | Увало-Ядрино     | село, административный центр | 581       |